# Justicia pycnophylla
Justicia pycnophylla é uma planta nativa da vegetação de cerrado do Brasil.